# آيت احساين أيعقوب (دير القصيبة)
آيت احساين أيعقوب هي إحدى مشيخات المملكة المغربية، تتبع جغرافيا لإقليم بني ملال وإداريًا لدير القصيبة. يقدر عدد سكانها بـ 2850 نسمة حسب الإحصاء الرسمي للسكان والسكنى لسنة 2004.